# Розсипне (Сніжнянська міська громада)
Розсипне́ — село Сніжнянської міської громади Горлівського району Донецької області, Україна. Населення становить 82 особи.

## Загальні відомості
Відстань до райцентру становить близько 38 км і проходить автошляхом Н21.
Землі села межують із територією смт Бражине Сніжнянська міська рада Донецької області.
Унаслідок російської військової агресії із серпня 2014 р. Розсипне перебуває на території ОРДЛО.

## Населення
За даними перепису 2001 року населення села становило 82 особи, з них 82,93 % зазначили рідною українську мову, 15,85 % — російську, а 1,22 % — іншу.